# Phare de Tungenes
Le phare de Tungenes (en norvégien : Tungenes fyr)  est un ancien phare côtier situé dans la commune de Randaberg, dans le Comté de Rogaland (Norvège). Il était géré par l'administration côtière norvégienne (en norvégien : Kystverket).
Cet ancien phare est classé patrimoine culturel par le Riksantikvaren depuis 1998 .

## Histoire
Le phare est situé à l'extrémité nord du cap de Tungenes, à l'extrémité de la péninsule de Stavanger, juste au nord de la ville de Stavanger. Historiquement, le phare était la principale lumière marquant l'entrée du Byfjorden, le principal fjord menant à la ville de Stavanger.
Il a été allumé en 1828 à une époque où le commerce de la pêche et du hareng augmentait le besoin d'une entrée plus sûre au port de Stavanger via le Byfjorden. Le phare de Tungenes a été démantelé et fermé en 1984 et remplacé par une balise automatique située juste au large de la petite île de Brakjen .
Le phare est maintenant un site protégé affilié à la Norwegian Lighthouse History Association (Norsk Fyrhistorisk Forening). Il fonctionne actuellement comme un musée du phare et un centre culturel des beaux-arts. Il y a aussi un café dans l'un des bâtiments.

## Description
Le phare  est une tour carrée en maçonnerie avec un balcon et une lanterne de 12 mètres de haut et jouxte les bâtiments techniques. Le bâtiment est blanc avec une lanterne rouge. Il utilisait une  lentille de Fresnel de 4e ordre.
Identifiant : ARLHS : NOR-048.
|                      |
| Le phare (1890-1900) |

|          |
| Le phare |

### Lien connexe
- Liste des phares de Norvège